# UnEditor
UnEditorとは、Microsoft Windows向けのテキストエディタである。フリーウェア（寄付歓迎）として配布されている。
タブを利用して、複数のファイルをタブブラウザのように表示させ、それを編集することが出来る、いわゆるタブエディタである。

## 概要
2005年1月18日に、同じ作者のテキストエディタNoEditorにタブ機能を付加した形で、最初のバージョンが公開される。その後、窓の杜などや各種雑誌で紹介され、比較的有名なタブエディタとして知られることになる。
作者によれば、名の由来は「TabunTabEditor（たぶんタブエディタ）」から取ったそうである。
2013年を最後に更新は行われていない。
なお、HTML編集機能、内蔵ブラウザ機能、一部表示テーマなどを削った簡易版であるDeuxEditorも公開されている。

## 機能
- タブを利用したマルチ編集機能。
- 編集するファイルに対応した単語の強調機能。VB、DelphiからHTML、PHPなどの各種言語に対応している。
- 複数ファイルの強力なテキスト比較機能（Diff）
- 複数ファイルの強力なテキスト一括検索機能（Grep）
- 自動で各文字コードを認識する。
- HTMLの簡易編集機能。
- 表示テーマと呼ばれる機能があり、外観を大きく変えることが可能となっている。

以上が代表的な機能である。これら以外にも、多様な機能を持っている。